# 2013 LA2
2013 LA2 とは、ケンタウルス族またはダモクレス族に属する逆行小惑星の1つ。2014年時点で、最も軌道傾斜角の大きな小惑星である。

## 軌道の性質
2013 LA2 の軌道傾斜角は175.2度もあり、全ての小惑星の中で最も大きな値である。逆に太陽の赤道面から見ると4.8度と、ほとんど傾いていないと見なせる。したがって、2013 LA2 は最も逆行らしい公転運動をしている逆行小惑星である。
2013 LA2 の公転軌道の軌道離心率は0.6と比較的大きな値を持つ楕円軌道であり、近日点を木星軌道と小惑星帯の間の3.05AU、遠日点を土星軌道よりやや外側の12AUに置く。2013 LA2 はこの軌道を19.5年から21.7年周期で公転していると推定されている。2013年1月16日から18日に近日点に達したと推定されており、2032年から2034年頃に再び近日点に戻ってくる。
2013 LA2 は木星に接近する事がある。2011年5月31日4時32分（±1日18時間57分）には、木星から最短で4600万km、最長でも1億0100万kmまで接近したと推定されている。また、2015年9月4日11時47分（±15時間21分）には、木星から最短で1億7900億km、最長で2億4400万kmまで接近する。

## 物理的性質
2013 LA2 の絶対等級は16.9であり、直径はわずか1.8kmの微小な天体であると推定されている。